# Lista zawodników miesiąca NBA
Lista zawodników miesiąca NBA – lista zawiera nazwiska zawodników miesiąca NBA. Nagrodę zaczęto przyznawać oficjalnie w sezonie 1979/1980. Od rozgrywek 2001/2002 zaczęto nagradzać osobno najlepszego zawodnika konferencji wschodniej oraz zachodniej NBA.
W sezonach 1983/1984, 1988/1989, 1998/1999, 2002/2003, 2005/2006, MVP rozgrywek zasadniczych, nie został nagrodzony uprzednio tytułem zawodnika miesiąca.
Stan na 30 marca 2022.

(*) – oznacza MVP sezonu zasadniczego NBA
| Sezon   | Miesiąc  | Konferencja Wschodnia                                           | Konferencja Wschodnia | Konferencja Zachodnia                   | Konferencja Zachodnia      |
| Sezon   | Miesiąc  | Zawodnik                                                        | Zespół                | Zawodnik                                | Zespół                     |
| ------- | -------- | --------------------------------------------------------------- | --------------------- | --------------------------------------- | -------------------------- |
| 2021–22 | luty     | DeMar DeRozan                                                   | Chicago Bulls         | Luka Dončić                             | Dallas Mavericks           |
| 2021–22 | styczeń  | Joel Embiid                                                     | Philadelphia 76ers    | Nikola Jokić                            | Denver Nuggets             |
| 2021–22 | grudzień | Joel Embiid                                                     | Philadelphia 76ers    | Donovan Mitchell                        | Utah Jazz                  |
| 2021–22 | listopad | Kevin Durant                                                    | Brooklyn Nets         | Stephen Curry                           | Golden State Warriors      |
| 2020–21 | kwiecień | Julius Randle                                                   | New York Knicks       | Stephen Curry                           | Golden State Warriors      |
| 2020–21 | marzec   | James Harden                                                    | Brooklyn Nets         | Nikola Jokić*                           | Denver Nuggets             |
| 2020–21 | luty     | James Harden                                                    | Brooklyn Nets         | Devin Booker                            | Phoenix Suns               |
| 2020–21 | styczeń  | Joel Embiid                                                     | Philadelphia 76ers    | Nikola Jokić*                           | Denver Nuggets             |
| 2019–20 | luty     | Jayson Tatum                                                    | Boston Celtics        | LeBron James                            | Los Angeles Lakers         |
| 2019–20 | styczeń  | Janis Andetokunmbo*                                             | Milwaukee Bucks       | LeBron James                            | Los Angeles Lakers         |
| 2019–20 | grudzień | Janis Andetokunmbo*                                             | Milwaukee Bucks       | James Harden                            | Houston Rockets            |
| 2019–20 | listopad | Janis Andetokunmbo*                                             | Milwaukee Bucks       | Luka Dončić                             | Dallas Mavericks           |
| 2018–19 | marzec   | Janis Andetokunmbo*                                             | Milwaukee Bucks       | James Harden                            | Houston Rockets            |
| 2018–19 | luty     | Janis Andetokunmbo*                                             | Milwaukee Bucks       | Paul George                             | Oklahoma City Thunder      |
| 2018–19 | styczeń  | Joel Embiid                                                     | Philadelphia 76ers    | James Harden                            | Houston Rockets            |
| 2018–19 | grudzień | Janis Andetokunmbo*                                             | Milwaukee Bucks       | James Harden                            | Houston Rockets            |
| 2018–19 | listopad | Janis Andetokunmbo*                                             | Milwaukee Bucks       | Tobias Harris                           | Los Angeles Clippers       |
| 2017–18 | marzec   | LeBron James                                                    | Cleveland Cavaliers   | Anthony Davis                           | New Orleans Pelicans       |
| 2017–18 | luty     | LeBron James                                                    | Cleveland Cavaliers   | Anthony Davis                           | New Orleans Pelicans       |
| 2017–18 | styczeń  | DeMar DeRozan                                                   | Toronto Raptors       | Stephen Curry                           | Golden State Warriors      |
| 2017–18 | grudzień | LeBron James                                                    | Cleveland Cavaliers   | Russell Westbrook                       | Oklahoma City Thunder      |
| 2017–18 | listopad | LeBron James                                                    | Cleveland Cavaliers   | James Harden*                           | Houston Rockets            |
| 2016–17 | kwiecień | Paul George                                                     | Indiana Pacers        | Chris Paul                              | Los Angeles Clippers       |
| 2016–17 | marzec   | Janis Andetokunmbo                                              | Milwaukee Bucks       | Damian Lillard                          | Portland Trail Blazers     |
| 2016–17 | luty     | LeBron James                                                    | Cleveland Cavaliers   | Russell Westbrook*                      | Oklahoma City Thunder      |
| 2016–17 | styczeń  | Isaiah Thomas                                                   | Boston Celtics        | Stephen Curry Kevin Durant              | obaj Golden State Warriors |
| 2016–17 | grudzień | John Wall                                                       | Washington Wizards    | James Harden                            | Houston Rockets            |
| 2016–17 | listopad | LeBron James                                                    | Cleveland Cavaliers   | Russell Westbrook*                      | Oklahoma City Thunder      |
| 2015–16 | kwiecień | LeBron James                                                    | Cleveland Cavaliers   | James Harden                            | Houston Rockets            |
| 2015–16 | marzec   | LeBron James                                                    | Cleveland Cavaliers   | Russell Westbrook                       | Oklahoma City Thunder      |
| 2015–16 | luty     | LeBron James                                                    | Cleveland Cavaliers   | Stephen Curry*                          | Golden State Warriors      |
| 2015–16 | styczeń  | DeMar DeRozan Kyle Lowry                                        | obaj Toronto Raptors  | Kevin Durant                            | Oklahoma City Thunder      |
| 2015–16 | grudzień | John Wall                                                       | Washington Wizards    | Kevin Durant Russell Westbrook          | obaj Oklahoma City Thunder |
| 2015–16 | listopad | Paul George                                                     | Indiana Pacers        | Stephen Curry*                          | Golden State Warriors      |
| 2014–15 | kwiecień | DeMar DeRozan                                                   | Toronto Raptors       | Russell Westbrook                       | Oklahoma City Thunder      |
| 2014–15 | marzec   | LeBron James                                                    | Cleveland Cavaliers   | Russell Westbrook                       | Oklahoma City Thunder      |
| 2014–15 | luty     | LeBron James                                                    | Cleveland Cavaliers   | Russell Westbrook                       | Oklahoma City Thunder      |
| 2014–15 | styczeń  | DeMarre Carroll Al Horford Kyle Korver Paul Millsap Jeff Teague | wszyscy Atlanta Hawks | James Harden                            | Houston Rockets            |
| 2014–15 | grudzień | Kyle Lowry                                                      | Toronto Raptors       | James Harden                            | Houston Rockets            |
| 2014–15 | listopad | Jimmy Butler                                                    | Chicago Bulls         | Stephen Curry*                          | Golden State Warriors      |
| 2013–14 | marzec   | Al Jefferson                                                    | Charlotte Bobcats     | Kevin Durant*                           | Oklahoma City Thunder      |
| 2013–14 | luty     | LeBron James                                                    | Miami Heat            | Blake Griffin                           | Los Angeles Clippers       |
| 2013–14 | styczeń  | Carmelo Anthony                                                 | New York Knicks       | Kevin Durant*                           | Oklahoma City Thunder      |
| 2013–14 | grudzień | LeBron James                                                    | Miami Heat            | Kevin Durant*                           | Oklahoma City Thunder      |
| 2013–14 | listopad | Paul George                                                     | Indiana Pacers        | Kevin Durant*                           | Oklahoma City Thunder      |
| 2012–13 | kwiecień | Carmelo Anthony                                                 | New York Knicks       | Stephen Curry                           | Golden State Warriors      |
| 2012–13 | marzec   | LeBron James*                                                   | Miami Heat            | Kevin Durant                            | Oklahoma City Thunder      |
| 2012–13 | luty     | LeBron James*                                                   | Miami Heat            | Kobe Bryant                             | Los Angeles Lakers         |
| 2012–13 | styczeń  | LeBron James*                                                   | Miami Heat            | Tony Parker                             | San Antonio Spurs          |
| 2012–13 | grudzień | LeBron James*                                                   | Miami Heat            | Chris Paul                              | Los Angeles Clippers       |
| 2012–13 | listopad | LeBron James*                                                   | Miami Heat            | Kevin Durant                            | Oklahoma City Thunder      |
| 2011–12 | kwiecień | Carmelo Anthony                                                 | New York Knicks       | Chris Paul                              | Los Angeles Clippers       |
| 2011–12 | marzec   | Paul Pierce                                                     | Boston Celtics        | Kevin Durant                            | Oklahoma City Thunder      |
| 2011–12 | luty     | LeBron James*                                                   | Miami Heat            | Kevin Durant                            | Oklahoma City Thunder      |
| 2011–12 | styczeń  | LeBron James*                                                   | Miami Heat            | Kobe Bryant                             | Los Angeles Lakers         |
| 2010–11 | kwiecień | LeBron James                                                    | Miami Heat            | Kevin Durant                            | Oklahoma City Thunder      |
| 2010–11 | marzec   | Derrick Rose*                                                   | Chicago Bulls         | Kobe Bryant                             | Los Angeles Lakers         |
| 2010–11 | luty     | Dwight Howard                                                   | Orlando Magic         | LaMarcus Aldridge                       | Portland Trail Blazers     |
| 2010–11 | styczeń  | LeBron James                                                    | Miami Heat            | Zach Randolph                           | Memphis Grizzlies          |
| 2010–11 | grudzień | LeBron James Dwyane Wade                                        | obaj Miami Heat       | Kevin Durant                            | Oklahoma City Thunder      |
| 2010–11 | listopad | Dwight Howard                                                   | Orlando Magic         | Deron Williams                          | Utah Jazz                  |
| 2009–10 | kwiecień | Derrick Rose                                                    | Chicago Bulls         | Kevin Durant                            | Oklahoma City Thunder      |
| 2009–10 | marzec   | Dwyane Wade                                                     | Miami Heat            | Amar’e Stoudemire                       | Phoenix Suns               |
| 2009–10 | luty     | LeBron James*                                                   | Cleveland Cavaliers   | Carlos Boozer                           | Utah Jazz                  |
| 2009–10 | styczeń  | LeBron James*                                                   | Cleveland Cavaliers   | Chris Paul                              | New Orleans Hornets        |
| 2009–10 | grudzień | LeBron James*                                                   | Cleveland Cavaliers   | Kobe Bryant                             | Los Angeles Lakers         |
| 2009–10 | listopad | LeBron James*                                                   | Cleveland Cavaliers   | Carmelo Anthony                         | Denver Nuggets             |
| 2008–09 | kwiecień | LeBron James*                                                   | Cleveland Cavaliers   | Dirk Nowitzki                           | Dallas Mavericks           |
| 2008–09 | marzec   | LeBron James*                                                   | Cleveland Cavaliers   | Chris Paul                              | New Orleans Hornets        |
| 2008–09 | luty     | Dwyane Wade                                                     | Miami Heat            | Pau Gasol                               | Los Angeles Lakers         |
| 2008–09 | styczeń  | LeBron James*                                                   | Cleveland Cavaliers   | Kobe Bryant                             | Los Angeles Lakers         |
| 2008–09 | grudzień | Dwyane Wade                                                     | Miami Heat            | Kobe Bryant                             | Los Angeles Lakers         |
| 2008–09 | listopad | LeBron James*                                                   | Cleveland Cavaliers   | Chris Paul                              | New Orleans Hornets        |
| 2007–08 | kwiecień | Hedo Türkoğlu                                                   | Orlando Magic         | Kobe Bryant*                            | Los Angeles Lakers         |
| 2007–08 | marzec   | Joe Johnson                                                     | Atlanta Hawks         | Chris Paul                              | New Orleans Hornets        |
| 2007–08 | luty     | LeBron James                                                    | Cleveland Cavaliers   | Kobe Bryant*                            | Los Angeles Lakers         |
| 2007–08 | styczeń  | LeBron James                                                    | Cleveland Cavaliers   | Yao Ming                                | Houston Rockets            |
| 2007–08 | grudzień | Dwight Howard                                                   | Orlando Magic         | Chris Paul                              | New Orleans Hornets        |
| 2007–08 | listopad | Dwight Howard                                                   | Orlando Magic         | Carlos Boozer                           | Utah Jazz                  |
| 2006–07 | kwiecień | Vince Carter                                                    | New Jersey Nets       | Kobe Bryant                             | Los Angeles Lakers         |
| 2006–07 | marzec   | LeBron James                                                    | Cleveland Cavaliers   | Kobe Bryant                             | Los Angeles Lakers         |
| 2006–07 | luty     | Chauncey Billups                                                | Detroit Pistons       | Dirk Nowitzki*                          | Dallas Mavericks           |
| 2006–07 | styczeń  | Chris Bosh                                                      | Toronto Raptors       | Steve Nash                              | Phoenix Suns               |
| 2006–07 | grudzień | Gilbert Arenas                                                  | Washington Wizards    | Kobe Bryant                             | Los Angeles Lakers         |
| 2006–07 | listopad | Dwight Howard                                                   | Orlando Magic         | Yao Ming                                | Houston Rockets            |
| 2005–06 | kwiecień | Dwight Howard                                                   | Orlando Magic         | Kobe Bryant                             | Los Angeles Lakers         |
| 2005–06 | marzec   | LeBron James                                                    | Cleveland Cavaliers   | Carmelo Anthony                         | Denver Nuggets             |
| 2005–06 | luty     | Dwyane Wade                                                     | Miami Heat            | Shawn Marion                            | Phoenix Suns               |
| 2005–06 | styczeń  | Chauncey Billups                                                | Detroit Pistons       | Kobe Bryant                             | Los Angeles Lakers         |
| 2005–06 | grudzień | Vince Carter                                                    | New Jersey Nets       | Dirk Nowitzki                           | Dallas Mavericks           |
| 2005–06 | listopad | LeBron James                                                    | Cleveland Cavaliers   | Elton Brand                             | Los Angeles Clippers       |
| 2004–05 | kwiecień | Allen Iverson                                                   | Philadelphia 76ers    | Amar’e Stoudemire                       | Phoenix Suns               |
| 2004–05 | marzec   | Shaquille O’Neal                                                | Miami Heat            | Kevin Garnett                           | Minnesota Timberwolves     |
| 2004–05 | luty     | Vince Carter                                                    | New Jersey Nets       | Dirk Nowitzki                           | Dallas Mavericks           |
| 2004–05 | styczeń  | LeBron James                                                    | Cleveland Cavaliers   | Chris Webber                            | Sacramento Kings           |
| 2004–05 | grudzień | Dwyane Wade                                                     | Miami Heat            | Dirk Nowitzki                           | Dallas Mavericks           |
| 2004–05 | listopad | LeBron James                                                    | Cleveland Cavaliers   | Steve Nash*                             | Phoenix Suns               |
| 2003–04 | kwiecień | Jamaal Magloire                                                 | New Orleans Hornets   | Kevin Garnett*                          | Minnesota Timberwolves     |
| 2003–04 | marzec   | Lamar Odom                                                      | Miami Heat            | Kobe Bryant                             | Los Angeles Lakers         |
| 2003–04 | luty     | Kenyon Martin                                                   | New Jersey Nets       | Kevin Garnett*                          | Minnesota Timberwolves     |
| 2003–04 | styczeń  | Michael Redd                                                    | Milwaukee Bucks       | Kevin Garnett*                          | Minnesota Timberwolves     |
| 2003–04 | grudzień | Jermaine O’Neal                                                 | Indiana Pacers        | Kevin Garnett*                          | Minnesota Timberwolves     |
| 2003–04 | listopad | Baron Davis                                                     | New Orleans Hornets   | Peja Stojaković                         | Sacramento Kings           |
| 2002–03 | kwiecień | Jermaine O’Neal                                                 | Indiana Pacers        | Kevin Garnett                           | Minnesota Timberwolves     |
| 2002–03 | marzec   | Tracy McGrady                                                   | Orlando Magic         | Shaquille O’Neal                        | Los Angeles Lakers         |
| 2002–03 | luty     | Jamal Mashburn                                                  | New Orleans Hornets   | Kevin Garnett                           | Minnesota Timberwolves     |
| 2002–03 | styczeń  | Jermaine O’Neal                                                 | Indiana Pacers        | Kobe Bryant                             | Los Angeles Lakers         |
| 2002–03 | grudzień | Jason Kidd                                                      | New Jersey Nets       | Chris Webber                            | Sacramento Kings           |
| 2002–03 | listopad | Tracy McGrady                                                   | Orlando Magic         | Michael Finley Steve Nash Dirk Nowitzki | wszyscy Dallas Mavericks   |
| 2001–02 | kwiecień | Paul Pierce                                                     | Boston Celtics        | Tim Duncan*                             | San Antonio Spurs          |
| 2001–02 | marzec   | Ben Wallace                                                     | Detroit Pistons       | Shawn Marion                            | Phoenix Suns               |
| 2001–02 | luty     | Tracy McGrady                                                   | Orlando Magic         | Kevin Garnett                           | Minnesota Timberwolves     |
| 2001–02 | styczeń  | Allen Iverson                                                   | Philadelphia 76ers    | Chris Webber                            | Sacramento Kings           |
| 2001–02 | grudzień | Paul Pierce Antoine Walker                                      | obaj Boston Celtics   | Tim Duncan*                             | San Antonio Spurs          |
| 2001–02 | listopad | Jason Kidd                                                      | New Jersey Nets       | Kobe Bryant                             | Los Angeles Lakers         |

| Sezon   | Miesiąc     | Zawodnik                | Zespół                               |
| 2000–01 | kwiecień    | Shaquille O’Neal        | Los Angeles Lakers                   |
| 2000–01 | marzec      | Paul Pierce             | Boston Celtics                       |
| 2000–01 | luty        | Tracy McGrady           | Orlando Magic                        |
| 2000–01 | styczeń     | Allen Iverson*          | Philadelphia 76ers                   |
| 2000–01 | grudzień    | Kobe Bryant             | Los Angeles Lakers                   |
| 2000–01 | listopad    | Karl Malone             | Utah Jazz                            |
| 1999–00 | kwiecień    | Gary Payton             | Seattle SuperSonics                  |
| 1999–00 | marzec      | Shaquille O’Neal*       | Los Angeles Lakers                   |
| 1999–00 | luty        | Shaquille O’Neal*       | Los Angeles Lakers                   |
| 1999–00 | styczeń     | Kevin Garnett           | Minnesota Timberwolves               |
| 1999–00 | grudzień    | Alonzo Mourning         | Miami Heat                           |
| 1999–00 | listopad    | Shaquille O’Neal*       | Los Angeles Lakers                   |
| 1998–99 | kwiecień    | Jason Kidd              | Phoenix Suns                         |
| 1998–99 | marzec      | Tim Duncan              | San Antonio Spurs                    |
| 1998–99 | luty        | Allen Iverson           | Philadelphia 76ers                   |
| 1997–98 | kwiecień    | Shaquille O’Neal        | Los Angeles Lakers                   |
| 1997–98 | marzec      | Michael Jordan*         | Chicago Bulls                        |
| 1997–98 | luty        | Karl Malone             | Utah Jazz                            |
| 1997–98 | styczeń     | Shaquille O’Neal        | Los Angeles Lakers                   |
| 1997–98 | grudzień    | Michael Jordan*         | Chicago Bulls                        |
| 1997–98 | listopad    | Eddie Jones             | Los Angeles Lakers                   |
| 1996–97 | kwiecień    | Kevin Johnson           | Phoenix Suns                         |
| 1996–97 | marzec      | Karl Malone*            | Utah Jazz                            |
| 1996–97 | luty        | Glen Rice               | Charlotte Hornets                    |
| 1996–97 | styczeń     | Grant Hill              | Detroit Pistons                      |
| 1996–97 | grudzień    | Shaquille O’Neal        | Los Angeles Lakers                   |
| 1996–97 | listopad    | Michael Jordan          | Chicago Bulls                        |
| 1995–96 | kwiecień    | Juwan Howard            | Washington Bullets                   |
| 1995–96 | marzec      | David Robinson          | San Antonio Spurs                    |
| 1995–96 | luty        | Charles Barkley         | Phoenix Suns                         |
| 1995–96 | styczeń     | Michael Jordan*         | Chicago Bulls                        |
| 1995–96 | grudzień    | Scottie Pippen          | Chicago Bulls                        |
| 1995–96 | listopad    | Penny Hardaway          | Orlando Magic                        |
| 1994–95 | kwiecień    | Karl Malone             | Utah Jazz                            |
| 1994–95 | marzec      | David Robinson*         | San Antonio Spurs                    |
| 1994–95 | luty        | Hakeem Olajuwon         | Houston Rockets                      |
| 1994–95 | styczeń     | Patrick Ewing           | New York Knicks                      |
| 1994–95 | grudzień    | Cedric Ceballos         | Los Angeles Lakers                   |
| 1994–95 | listopad    | Shaquille O’Neal        | Orlando Magic                        |
| 1993–94 | kwiecień    | Scottie Pippen          | Chicago Bulls                        |
| 1993–94 | marzec      | Shaquille O’Neal        | Orlando Magic                        |
| 1993–94 | luty        | David Robinson          | San Antonio Spurs                    |
| 1993–94 | styczeń     | Patrick Ewing           | New York Knicks                      |
| 1993–94 | grudzień    | Shaquille O’Neal        | Orlando Magic                        |
| 1993–94 | listopad    | Hakeem Olajuwon*        | Houston Rockets                      |
| 1992–93 | kwiecień    | Hakeem Olajuwon         | Houston Rockets                      |
| 1992–93 | marzec      | Patrick Ewing           | New York Knicks                      |
| 1992–93 | luty        | Dominique Wilkins       | Atlanta Hawks                        |
| 1992–93 | styczeń     | Hakeem Olajuwon         | Houston Rockets                      |
| 1992–93 | grudzień    | Charles Barkley*        | Phoenix Suns                         |
| 1992–93 | listopad    | Michael Jordan          | Chicago Bulls                        |
| 1991–92 | kwiecień    | Glen Rice               | Miami Heat                           |
| 1991–92 | marzec      | Michael Jordan*         | Chicago Bulls                        |
| 1991–92 | luty        | Detlef Schrempf         | Indiana Pacers                       |
| 1991–92 | styczeń     | Dennis Rodman           | Detroit Pistons                      |
| 1991–92 | grudzień    | Jeff Hornacek           | Phoenix Suns                         |
| 1991–92 | listopad    | Clyde Drexler           | Portland Trail Blazers               |
| 1990–91 | kwiecień    | Michael Jordan*         | Chicago Bulls                        |
| 1990–91 | marzec      | Michael Jordan*         | Chicago Bulls                        |
| 1990–91 | luty        | Dominique Wilkins       | Atlanta Hawks                        |
| 1990–91 | styczeń     | David Robinson          | San Antonio Spurs                    |
| 1990–91 | grudzień    | Karl Malone             | Utah Jazz                            |
| 1990–91 | listopad    | Chris Mullin            | Golden State Warriors                |
| 1989–90 | kwiecień    | Hakeem Olajuwon         | Houston Rockets                      |
| 1989–90 | marzec      | Michael Jordan          | Chicago Bulls                        |
| 1989–90 | luty        | Magic Johnson*          | Los Angeles Lakers                   |
| 1989–90 | styczeń     | Karl Malone             | Utah Jazz                            |
| 1989–90 | grudzień    | Michael Jordan          | Chicago Bulls                        |
| 1989–90 | listopad    | Patrick Ewing           | New York Knicks                      |
| 1988–89 | kwiecień    | Patrick Ewing           | New York Knicks                      |
| 1988–89 | marzec      | Michael Jordan          | Chicago Bulls                        |
| 1988–89 | luty        | Kevin Johnson           | Phoenix Suns                         |
| 1988–89 | styczeń     | Chris Mullin            | Golden State Warriors                |
| 1988–89 | grudzień    | Michael Jordan          | Chicago Bulls                        |
| 1988–89 | listopad    | Charles Barkley         | Philadelphia 76ers                   |
| 1987–88 | kwiecień    | Fat Lever               | Denver Nuggets                       |
| 1987–88 | marzec      | Karl Malone             | Utah Jazz                            |
| 1987–88 | luty        | John Stockton           | Utah Jazz                            |
| 1987–88 | styczeń     | Michael Jordan*         | Chicago Bulls                        |
| 1987–88 | grudzień    | Larry Nance             | Phoenix Suns                         |
| 1987–88 | listopad    | Michael Jordan*         | Chicago Bulls                        |
| 1986–87 | marzec      | Magic Johnson*          | Los Angeles Lakers                   |
| 1986–87 | luty        | Michael Jordan          | Chicago Bulls                        |
| 1986–87 | styczeń     | Charles Barkley         | Philadelphia 76ers                   |
| 1986–87 | grudzień    | Magic Johnson*          | Los Angeles Lakers                   |
| 1986–87 | listopad    | Michael Jordan          | Chicago Bulls                        |
| 1985–86 | marzec      | Larry Bird*             | Boston Celtics                       |
| 1985–86 | luty        | Larry Bird*             | Boston Celtics                       |
| 1985–86 | styczeń     | Dominique Wilkins       | Atlanta Hawks                        |
| 1985–86 | grudzień    | Alvin Robertson         | San Antonio Spurs                    |
| 1985–86 | listopad    | Hakeem Olajuwon         | Houston Rockets                      |
| 1984–85 | marzec      | Larry Bird*             | Boston Celtics                       |
| 1984–85 | luty        | Magic Johnson           | Los Angeles Lakers                   |
| 1984–85 | styczeń     | Terry Cummings          | Milwaukee Bucks                      |
| 1984–85 | grudzień    | Larry Bird*             | Boston Celtics                       |
| 1984–85 | listopad    | Alex English            | Denver Nuggets                       |
| 1983–84 | marzec      | Kareem Abdul-Jabbar     | Los Angeles Lakers                   |
| 1983–84 | luty        | Bernard King            | New York Knicks                      |
| 1983–84 | styczeń     | Mark Aguirre            | Dallas Mavericks                     |
| 1983–84 | grudzień    | Jeff Ruland             | Washington Bullets                   |
| 1983–84 | listopad    | Magic Johnson           | Los Angeles Lakers                   |
| 1982–83 | marzec      | Jeff Ruland             | Washington Bullets                   |
| 1982–83 | luty        | Moses Malone*           | Philadelphia 76ers                   |
| 1982–83 | styczeń     | Alex English            | Denver Nuggets                       |
| 1982–83 | grudzień    | Larry Drew Moses Malone | Kansas City Kings Philadelphia 76ers |
| 1982–83 | listopad    | Larry Bird              | Boston Celtics                       |
| 1981–82 | marzec      | Alex English            | Denver Nuggets                       |
| 1981–82 | luty        | Moses Malone*           | Houston Rockets                      |
| 1981–82 | styczeń     | Larry Bird              | Boston Celtics                       |
| 1981–82 | grudzień    | Sidney Moncrief         | Milwaukee Bucks                      |
| 1981–82 | listopad    | Julius Erving           | Philadelphia 76ers                   |
| 1980–81 | marzec      | Kelvin Ransey           | Portland Trail Blazers               |
| 1980–81 | luty        | Calvin Murphy           | Houston Rockets                      |
| 1980–81 | styczeń     | Bernard King            | Golden State Warriors                |
| 1980–81 | grudzień    | Freeman Williams        | San Diego Clippers                   |
| 1980–81 | listopad    | Julius Erving*          | Philadelphia 76ers                   |
| 1980–81 | październik | Magic Johnson           | Los Angeles Lakers                   |
| 1979–80 | marzec      | Julius Erving           | Philadelphia 76ers                   |
| 1979–80 | luty        | Larry Bird              | Boston Celtics                       |
| 1979–80 | styczeń     | George Gervin           | San Antonio Spurs                    |
| 1979–80 | grudzień    | Kareem Abdul-Jabbar*    | Los Angeles Lakers                   |
| 1979–80 | listopad    | Moses Malone            | Houston Rockets                      |